# Międzynarodowa Rada Ochrony Zabytków i Miejsc Historycznych
Międzynarodowa Rada Ochrony Zabytków i Miejsc Historycznych, skrótowiec ICOMOS (od ang. International Council on Monuments and Sites) – pozarządowa ekspercka organizacja międzynarodowa utworzona w Warszawie w 1965, z siedzibą zarządu w Paryżu.

## Historia
22 czerwca 1965 roku podczas spotkania na Zamku Królewskim w Warszawie spotkało się 121 delegatów z 26 krajów i uchwaliło status ICOMOS (Intemational Councii on Momuments and Sites). Delegaci wyjechali do Krakowa.Tam na Wawelu w dniach 24 i 25 czerwca odbył się I Kongres ICOMOS.
Doradza UNESCO m.in. w sprawie wpisu obiektów na Listę światowego dziedzictwa. W ramach ICOMOS działają komitety narodowe w poszczególnych krajach oraz komitety specjalistyczne, na przykład komitet ds. podwodnego dziedzictwa kulturowego, czy komitet ds. zarządzania dziedzictwem archeologicznym.
W Polsce działa Polski Komitet Narodowy ICOMOS.